# Estadio Antonio Trenidat
Estadio Antonio Trenidat (en neerlandés: Stadion Antonio Trenidat, literalmente Estadio Antonio Trinidad) es un estadio de usos múltiples en la localidad de Rincón, en la isla caribeña de Bonaire un municipio con estatus especial dentro del Reino de los Países Bajos frente a la costa de Venezuela.
En la actualidad se utiliza sobre todo para los partidos de fútbol. El estadio tiene capacidad para 1.500 personas, y es la sede oficial de los equipos locales SV Real Rincón, SV Vespo y SV Atlétiko Flamingo.